# Apel 64

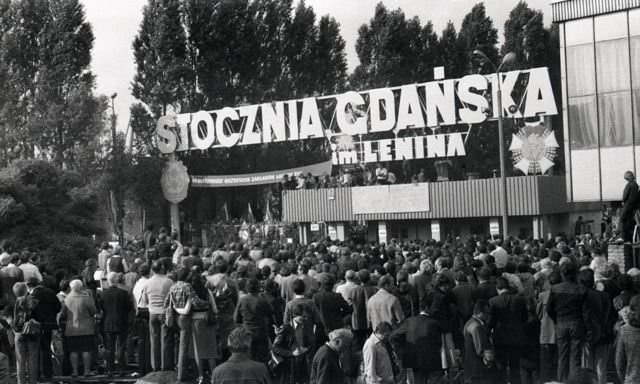
Strajk w Stoczni Gdańskiej w sierpniu 1980

Apel 64 – list warszawskich intelektualistów skierowany do władz PRL, o podjęcie rozmów ze strajkującymi w okresie Sierpnia 1980. Apel został przywieziony do Stoczni Gdańskiej 22 sierpnia 1980 przez Tadeusza Mazowieckiego i Bronisława Geremka. Intelektualiści podjęli się sformowania grupy doradców wspierających strajk. Komisja została formalnie powołana 24 sierpnia 1980.